# فدراسیون عربی
فدراسیون عربی با اتحاد دو کشور پادشاهی عراق و پادشاهی اردن در ۱۴ فوریه ۱۹۵۸ تشکیل شد، زمانی که فیصل دوم پادشاه عراق و پسر عموی خود ملک حسین پادشاه اردن به دنبال متحد کردن دو پادشاهی هاشمی، و تشکیل یک کنفدراسیون بودند. این فدراسیون فقط شش ماه به طول انجامید، و رسماً در ۲ اوت ۱۹۵۸ پس از آنکه فیصل دوم توسط کودتاچیان ارتش خود در انقلاب ۱۴ ژوئیه به قتل رسید، منحل شد.